# گلدزبورو (کارولینای شمالی)
گلدزبورو (به انگلیسی: Goldsboro) شهری در ایالت کارولینای شمالی کشور ایالات متحده آمریکا است که جمعیت آن در سرشماری سال ۲۰۱۰ میلادی، ۳۶٬۴۳۷ نفر بوده‌است.